# Uroxys angulatus
Uroxys angulatus är en skalbaggsart som beskrevs av Edgar von Harold 1868. Uroxys angulatus ingår i släktet Uroxys och familjen bladhorningar. Inga underarter finns listade i Catalogue of Life.